# 米爾峰
米爾峰（英語：Mill Peak）是南極洲的山峰，位於麥克羅伯特森地，處於皮爾斯峰以南19公里和辛普森角以南56公里，海拔高度1,760米，在1931年2月由探險隊發現，現時由南極條約體系管理。